# Marketing baz danych
Marketing baz danych (wymiennie stosowana jest także nazwa „marketing bazodanowy”, z ang. database marketing) – forma marketingu bezpośredniego polegająca na wykorzystywaniu baz danych klientów lub potencjalnych klientów do generowania spersonalizowanej komunikacji, by promować produkty lub usługi w celach marketingowych. Podobnie jak w tradycyjnym marketingu bezpośrednim do komunikacji tej używa się dowolnych adresowalnych mediów.
Różnica pomiędzy marketingiem bezpośrednim a bazodanowym polega przede wszystkim na nacisku, jaki w marketingu baz danych jest przywiązywany do analizy danych. Marketing bazodanowy skupia się na zastosowaniu technik statystycznych do tworzenia modeli zachowań klientów, które są następnie wykorzystywane do selekcji klientów i komunikacji z nimi. W konsekwencji osoby zajmujące się marketingiem bazodanowym często korzystają z hurtowni danych (data warehouse), ponieważ posiadanie dużej ilości danych dotyczących klientów zwiększa prawdopodobieństwo stworzenia precyzyjnego modelu zachowań.
Wyróżnia się dwa zasadnicze typy baz danych: bazy konsumenckie oraz bazy biznesowe. Bazy konsumenckie są tworzone z przeznaczeniem głównie dla firm zajmujących się detaliczną sprzedażą produktów albo usług konsumentom i zwykle zawierają jedynie podstawowe dane klienta. Bazy biznesowe przeważnie są znacznie bogatsze w informacje, co wynika z faktu, iż nie są one ograniczone przez te same regulacje w zakresie ochrony danych osobowych, co bazy konsumenckie.
Dane znajdujące się w bazie to najczęściej imię i nazwisko lub nazwa firmy, adres oraz historia transakcji pochodząca z systemów dostawy lub sprzedaży wewnętrznej albo z gotowej listy, zakupionej od innej organizacji, która uzyskała dane od swoich klientów. Tego rodzaju listy są zwykle tworzone w oparciu o dane z formularzy wypełnianych przy okazji dokonywania darowizn na cele charytatywne, odbioru darmowych produktów, zgłoszeń konkursowych, z kart gwarancyjnych, subskrypcji i prenumerat oraz wniosków kredytowych.
Komunikaty generowane w ramach marketingu bazodanowego mogą być uznane za wiadomości-śmieci albo spam, jeśli adresat nie wyraził zgody na otrzymywanie takiej korespondencji. Niektóre organizacje zajmujące się marketingiem bezpośrednim oraz bazodanowym utrzymują jednak, że spersonalizowane wiadomości wysyłane do klienta zainteresowanego ofertą danego podmiotu są korzystne dla obu stron.
Część krajów i organizacji domaga się, by konsumenci mieli prawo do zapobiegania umieszczeniu ich danych w bazach oraz do usuwania danych z baz, jeśli już zostały tam umieszczone.

## Historia
Marketing baz danych pojawił się w latach osiemdziesiątych XX w. jako nowa, udoskonalona forma marketingu bezpośredniego. W tym okresie pojawiły się silne naciski na modernizację tradycyjnego „brokingu listowego” z uwagi na fakt, iż funkcjonował on offline, dane gromadzono na taśmach, a listy zawierały ograniczoną liczbę danych. Jednocześnie zaś pojawiły się technologie umożliwiające zapisywanie odpowiedzi konsumentów, a marketing oparty na bezpośrednim kontakcie gwałtownie wzrastał w siłę i zmierzał do uruchomienia komunikacji dwukierunkowej (dialogu) z klientami.
Pionierami nowego marketingu bezpośredniego byli Robert D. „Bob” i Kate Kestnbaumowie, którym przypisuje się opracowanie nowych wskaźników, w tym oceny wartości klienta w czasie. Oni też jako pierwsi wykorzystali modelowanie finansowe oraz ekonometrię w strategiach marketingowych. Założona przez nich w 1967 roku firma konsultingowa „Kestnbaum & Co.” wykształciła wielu czołowych przedstawicieli marketingu baz danych, m.in. Ricka Courtheaux i Roberta Shawa. Ten ostatni poszerzył wizję Kestnbauma o nowe elementy – automatyzację sprzedaży, optymalizację strategii kontaktu, koordynację oraz zarządzanie kampanią i zasobami marketingowymi, a także analitykę i odpowiedzialność marketingową. W późniejszym czasie (poczynając od lat dziewięćdziesiątych XX w.) pomysły te były powszechnie kopiowane, stając się integralną częścią pakietów CRM i MRM.
Shaw jest także współtwórcą najwcześniejszej zarejestrowanej definicji marketingu baz danych, określającej go jako interaktywne podejście do marketingu, które wykorzystuje indywidualnie adresowalne media oraz kanały marketingowe (e-mail, telefon, zespoły sprzedażowe) w celu zaoferowania klientom pomocy, stymulowania popytu i pozostawania z nimi w kontakcie dzięki rejestrowaniu i przechowywaniu w bazie danych elektronicznego obrazu klienta oraz kontaktów handlowych, co ma usprawnić przyszłe kontakty i zapewnić bardziej realistyczny marketing.

## Rozwój i ewolucja[3]
Rozwój marketingu bazodanowego jest wynikiem licznych procesów zachodzących w branży marketingowej. Czynniki te zostały przez Fletchera, Wheelera i Wrighta podzielone na cztery główne kategorie:
1. Zmiana roli marketingu bezpośredniego – koncentracja na marketingu relacyjnym w celu uzyskania przewagi nad konkurencją; spadek skuteczności mediów tradycyjnych; przepełnienie istniejących kanałów sprzedażowych.
2. Zmiany w strukturze kosztów – redukcja kosztów przetwarzania elektronicznego; wzrost kosztów marketingu.
3. Zmiany technologiczne – pojawienie się nowych metod robienia zakupów oraz dokonywania za nie płatności; opracowanie ekonomicznych metod różnicowania komunikacji z klientami.
4. Zmiana warunków rynkowych – chęć mierzenia wpływu działań marketingowych; fragmentacja rynków konsumenckich i biznesowych.

Wyróżnia się zasadnicze fazy ewolucyjne w rozwoju systemów marketingu bazodanowego. Są to:
- „tajemnicze listy” (ogólne, nieukierunkowane bazy zawierające dane przypadkowych konsumentów),
- bazy nabywców,
- skoordynowana komunikacja z klientami,
- marketing zintegrowany,
- data driven marketing.

## Źródła danych[4]
Z marketingu bazodanowego może korzystać każda organizacja niezależnie od wielkości, ale największe korzyści odnoszą firmy posiadające dużą liczbę klientów. Większa populacja pozwala łatwiej wyróżnić segmenty klientów (obecnych i potencjalnych), z którymi można nawiązać spersonalizowaną komunikację. Mniejsze i bardziej jednorodne bazy danych nie dają tej możliwości. Z tego powodu marketing baz danych najlepiej rozwija się w sektorach, w których możliwe jest wygenerowanie znacznych ilości danych dotyczących transakcji zawieranych przez miliony klientów – jak np. usługi finansowe, telekomunikacja czy handel detaliczny. W marketingu bazodanowym występuje też logiczny podział na programy marketingowe skierowane do obecnych klientów i programy przeznaczone dla klientów potencjalnych.

## Analiza i modelowanie[5]
Firmy posiadające duże bazy danych zawierających informacje o klientach ryzykują, że ich bazy będą „bogate w dane i ubogie w informacje”. Z tego powodu dużą wagę przywiązuje się do analizy posiadanych danych – dla przykładu firmy często segmentują konsumentów w oparciu o analizę różnic w zachowaniu, potrzebach i postawach swoich klientów. Popularną metodą segmentacji behawioralnej jest zastosowanie wskaźnika RFM (z ang. Recency, Frequency, Monetary value), który do podziału klientów na subsegmenty wykorzystuje informacje o dacie, częstotliwości oraz wartości dokonanych zakupów.
Czasem tworzone są również modele predykcyjne, które przewidują skłonność klientów do zachowania się w określony sposób. Przykładowo, możliwe jest zbudowanie modelu dzielącego klientów ze względu na stopień prawdopodobieństwa ich odpowiedzi na promocję. Powszechnie stosowane do tworzenia takich modeli techniki statystyczne to regresja logistyczna i sieci neuronowe.

## Regulacje prawne[7]
Rozwój baz danych spowodował wzmożoną ich kontrolę ze strony organizacji zajmujących się ochrona prywatności oraz organów rządowych. Np. Komisja Europejska ustanowiła zbiór regulacji prawnych dotyczących możliwych sposobów wykorzystania danych klientów oraz wpływu konsumentów na to, w jaki sposób dane te są przechowywane. Regulacje podobnego typu obowiązują także i w innych krajach.

## Rozwój[8]
Pomysł przechowywania danych klientów w elektronicznej formie w celu wykorzystania ich do celów marketingowych istniał już od dziesięcioleci, jednak dopiero współczesne systemy komputerowe przetwarzają dane w tempie pozwalającym uzyskać kompletną historię zachowań klienta w czasie rzeczywistym lub bardzo zbliżonym do rzeczywistego. To otwiera drogę do marketingu indywidualnego, opartego na personalizacji przekazu.
Obecnie używane systemy CRM wykorzystują przechowywane dane nie tylko do marketingu bezpośredniego, ale także do zarządzania całokształtem relacji firmy z poszczególnymi klientami oraz do opracowywania bardziej spersonalizowanych ofert produktów i usług. Marketerzy specjalizujący się w wykorzystywaniu tych narzędzi są w stanie skutecznie zadbać o klienta, komunikując się z nim w odpowiednim momencie, używając dostępnych informacji, by zaspokoić jego potrzeby i zidentyfikować problem oraz pomagając w wyborze najlepszej opcji rozwiązania go i doprowadzając do podjęcia decyzji zakupowej.
Obecnie firmy mogą też wykorzystywać zewnętrzne bazy danych do badania konkurencji – dostępne narzędzia pozwalają monitorować nastroje i aktywność klientów w oparciu o działania podejmowane przez nich na stronach internetowych konkurencji.

## Zalety i wady[10]
Za najistotniejsze korzyści ze stosowania marketingu bazodanowego należy uznać możliwość uzyskania informacji biznesowych w czasie rzeczywistym lub do niego zbliżonym, łatwość segmentacji klientów według dokładnie określonych parametrów i szerokie możliwości personalizacji przekazu reklamowego. Marketing baz danych pozwala również kompleksowo zarządzać relacjami z klientami i optymalizować podejmowane działania w oparciu o posiadane dane behawioralne.
Do wad marketingu bazodanowego zaliczyć trzeba jego permisywność (konsument musi wyrazić zgodę na wykorzystanie jego danych w celach marketingowych) oraz nieaktualność baz danych (nie wszystkie bazy zawierają aktualne informacje o klientach, co zmniejsza efektywność działań marketingowych). Drugi z wymienionych problemów jest rozwiązywany przy pomocy aktualizacji danych metodami online i offline, a także poprzez pozyskiwanie nowych klientów za pośrednictwem marketingu mobilnego.